# Leonard Michaels
Leonard Michaels (Nueva York, 2 de enero de 1933 - Berkeley, 10 de mayo de 2003) fue un escritor estadounidense. Profesor de inglés en Berkeley, escribió la novela The Men's Club en 1981.

## Biografía
Michaels nació en Manhattan el 2 de enero de 1933 y creció en el Lower East Side. Sus padres eran inmigrantes judíos de origen polaco y solo habló yiddish hasta los seis años. Asistió a la High School of Music and Art en la ciudad de Nueva York, donde estudió pintura, e ingresó en la Universidad de Nueva York a los 16 años como estudiante de Medicina, aunque se graduó en Inglés en 1953. Cursó dos carreras en la escuela de posgrado antes de obtener el título de doctor. De 1953 a 1956, asistió a la Universidad de Míchigan en Ann Arbor y recibió una maestría en inglés. Regresó a Nueva York para escribir y más tarde, en 1958, comenzó nuevamente la escuela de posgrado en Berkeley. En 1960 ocupó un puesto como profesor asistente de inglés en Paterson State College de Nueva Jersey, donde enseñó durante un curso, y luego en 1962 regresó a Ann Arbor para completar sus estudios de doctorado Ph.D. 
Comenzó a enseñar en la Universidad de California en 1966, y terminó una disertación sobre la poesía de Lord Byron justo cuando sus primeros relatos vieron la luz. Obtuvo el doctorado Ph.D. en 1967 y se convirtió en profesor asistente en Berkeley en 1969, año de la publicación de su primer libro de cuentos, Going Places, que fue nominado al National Book Award en ficción.

## Trayectoria
Su libro Sylvia es un relato autobiográfico que se desarrolla en el Brooklyn de los años sesenta, testimonio de un amor apasionado por Sylvia, fallecida prematuramente, según un periódico de la época.